# 异鳞蜥
异鳞蜥（学名：Oriocalotes paulus）为鬣蜥科异鳞蜥属的爬行动物。分布于印度、锡金以及中国大陆的西藏等地。该物种的模式产地在阿富汗、印度卡西丘陵。

## 保护
本种于2023年被收录入《有重要生态、科学、社会价值的陆生野生动物名录》。